# Рікардо Самора
Рікардо Самора Мартінес (поширене написання «Замора»; кат. Ricard Zamora Martínez, ісп. Ricardo Zamora Martínez; 21 січня 1901, Барселона —  7 вересня 1978, Барселона) — іспанський футболіст і тренер. Воротар, грав за «Еспаньйол», «Барселону», «Реал» (Мадрид) і французьку «Ніццу». 2-разовий чемпіон Іспанії, 5-разовий володар Кубка Іспанії. Срібний призер Олімпіади 1920. Один із найкращих воротарів світу 1920-х і 1930-х років. Визнаний найкращим іспанським воротарем усіх часів. За версією Міжнародної федерації футбольної історії та статистики посів 5-те місце серед найсильніших воротарів XX сторіччя. На його честь названо «Трофео Самора», нагороду найкращому воротареві іспанської Прімери.
У ранзі тренера здобув 2 титули чемпіона Іспанії з «Атлетиком Авіасьйон» (Мадрид), у 1952 році був головним тренером збірної Іспанії.

## Клубна кар'єра

### Ранні роки
Народився в сім'ї заможного лікаря Франциско Самори та валенсійки Ампаро Мартінес у районі Ронда де Сант Антоні, що є частиною великого району Барселони Ашямпла. З дитинства любив спорт: грав у пелоту, займався боксом, легкою атлетикою, плаванням, баскетболом, виступав за збірну школи з футболу, де грав у нападі.
Батько вмовив сина вступити на медичний факультет, оскільки бачив у синові майбутнього лікаря. Рікардо багато часу приділяв футболу, грав за команду «Універсітарі», а після товариської гри проти професіонального клубу його запросили до «Еспаньйола». Першу гру за клуб провів у квітні 1916 року. Після товариської гри в Мадриді з місцевим «Реалом», де 16-річний Самора сенсаційно не пропустив жодного м'яча, його ім'я стало відоме в усій Іспанії.

### «Еспаньйол» і «Барселона»
Виступав за «Еспаньйол» протягом 3 років. У 1919 році перейшов до «Барселони», з якою виграв Кубок Іспанії в 1920 та 1922 роках. У 1922 році повернувся до «Еспаньйола», де почав заробляти величезну суму на той час — до 5 000 песет за місяць, тоді як середня зарплата найманого працівника становила 100—200 песет. Однак перехід відбувся без згоди «блау-ґранас», через що воротар був дискваліфікований на рік.

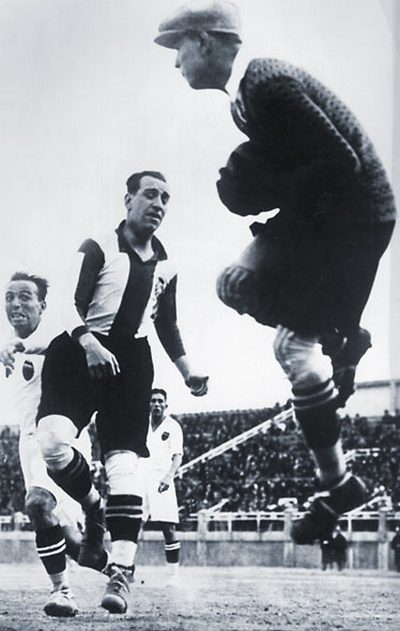
Гра в барвах «Еспаньйола» (1920-ті роки)

Клуб розумів популярність Самори, тому «Еспаньйол» проводив багато товариських ігор, що поповнювали казну клубу. Надійність воротаря породила відому фразу того часу: «1:0, Самора на воротах». У 1926 році «Еспаньйол» провів турне по Аргентині та Уругваї, у ході якого несподівано «всуху», 1:0, переміг провідний уругвайський клуб «Пеньяроль» (Монтевідео), у складі якого виступало п'ять олімпійських чемпіонів 1924 року. Після цього турне ЗМІ нарекли Самору прізвиськом «божественний» (ісп. El Divino). Єдиним всеіспанським турніром, який виграла команда, став Кубок Іспанії 1929 року, де було переможено «Реал» (Мадрид) 2:1. Цей трофей став першим загальнонаціональним титулом «Еспаньйола», а досвідчений Самора тоді був уже капітаном команди.

### «Реал» (Мадрид)
У вересні 1930 року воротар перейшов у мадридський «Реал» за рекордну для Іспанії суму — 150 000 песет, а зарплату встановлено на рівні 3 300 песет за місяць. Цей трансферний рекорд протримався 18 років. У той час президент мадридців Сантьяго Бернабеу намагався зібрати провідних гравців з усієї Іспанії, щоб створити команду «зірок», яка би приваблювала глядачів на трибуни і здобувала фінансові та спортивні успіхи.
У жовтні 1930 року в одній з перших ігор за «Реал», проти мадридського «Атлетика» в регіональній лізі, зламав ключицю, внаслідок чого пропустив більшість першого кола чемпіонату 1930/31. Сезон 1931/32 став одним із найкращих в історії «Реала» — клуб виграв чемпіонат, пропустивши лише 15 м'ячів, що на той час було дуже хорошим показником, і не зазнав жодної поразки у всіх 18 іграх. Це був другий і останній випадок в історії Прімери, коли чемпіон завершив турнір без поразок. Партнерами Рікардо Самори в обороні були захисники Сіріако Еррасті та Хасінто Кінкосес.
У складі «бланкос» виграв чемпіонати Іспанії 1931/32 та 1932/33, а наступні три першості поспіль «Реал» завершив на 2-му місці. Здобув Кубок Іспанії в 1934 та 1936 роках. Фінал Кубка 21 червня 1936 року у Валенсії став останнім офіційним матчем Рікардо Самори в «Реалі». Мадридці перемагали «Барселону» 2:1, але наприкінці гри нападник каталонців Хосеп (Жузеп) Ескола завдав дуже потужного удару з 5 метрів і Самора в неймовірному стрибку відбив м'яч. По завершенні гри воротаря винесли з поля на руках. Після цього тріумфу 35-річний Самора вирішив покинути футбол і це рішення пришвидшила громадянська війна в Іспанії, яка розпочалася через кілька тижнів після фіналу Кубка.
Після початку війни деякий час перебував у в'язниці Модело в Мадриді, оскільки режим Франко вважав, що гравець підтримує колишню владу.

### Ніцца
Переїхавши до Франції]
, протягом 2 років грав за клуб «Ніцца», де також виступав його колишній товариш із «Реалу» Хосеп Самітьєр. Останній матч за «Ніццу» провів 20 квітня
1938 року.

## Збірна
Дебютував за національну команду Іспанії в 19-річному віці в першому матчі в історії збірної — 28 серпня 1920
року в матчі 1/4 фіналу літніх Олімпійських ігор 1920 проти Данії. Пізніше футболіст назвав цю гру найкращою у своїй кар'єрі — молодий Самора відбив усі удари данців, а гра закінчилась із рахунком 1:0 на користь Іспанії. У півфіналі іспанці програли господарям бельгійцям 3:1, але згодом через дискваліфікацію іншого фіналіста, Чехословаччини, довелося проводити додатковий турнір за 2-е і 3-є місця. У другому раунді цього додаткового турніру Збірна Іспанії зіграла з італійцями — матч був грубим, а італійські гравці раз по раз застосовували фізичну силу до Рікардо Самори. Зрештою, після чергового спеціального удару на 80-й хвилині воротар не витримав і відповів тим же, за що був вилучений з поля. Це видалення залишилося єдиним за всю його ігрову кар'єру.
На Олімпіаді-1924 іспанці вилетіли вже після першого раунду, поступившись Італії 0:1. Олімпіаду-1928 воротар пропустив через травму. У складі збірної Іспанії брав участь в історичному матчі 16 травня 1929 року в Мадриді, коли команда Англії вперше в історії програла небританській збірній — 4:3.
На чемпіонаті світу 1934 Іспанія в 1/8 фіналу перемогла Бразилію 3:1, а Самора в другому таймі взяв пенальті від Вальдемара де Бріту. У чвертьфіналі іспанці грали проти господарів турніру, італійців — бельгійський суддя Луї Барт явно симпатизував Італії та ігнорував порушення правил з боку господарів. Самору сильно штовхали ліктями та кулаками під час кожного кутового біля воріт збірної Іспанії, а єдиний гол у його ворота було забито, коли Джузеппе Меацца блокував воротаря, а Анджело Ск'явіо ще й штовхнув іспанця на землю. Гра закінчилась унічию 1:1, під час перегравання наступного дня Самора не грав, а Іспанія поступилась 0:1.
Останню гру за збірну провів 23 лютого 1936 року в Барселоні проти Німеччини. Зіграв 46 матчів, у яких пропустив 42 голи. Став рекордсменом збірної за кількістю зіграних матчів, його досягнення побив Хосе Анхель Ірібар аж у 1975 році.

## Стиль гри
Гра Самори у воротах майже не мала недоліків. Мав чудову реакцію, вдало виходив із воріт. Був одним із перших голкіперів, які далеко та точно вкидали м'яч руками в поле.

## Тренерська діяльність

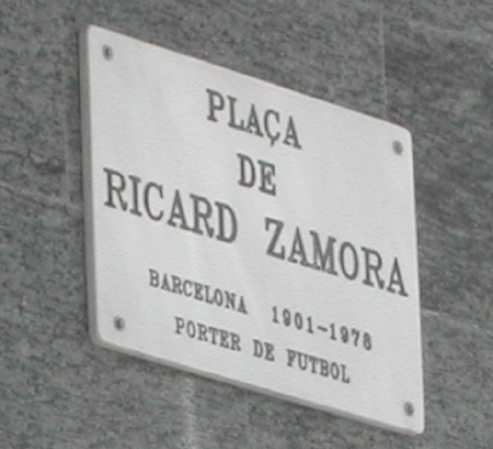
Таблиця на площі Рікардо Самори (Барселона)

Був тренером-гравцем у «Ніцці» протягом 1937—1938 років.
Протягом 1939—1946 років працював наставником «Атлетика Авіасьон» (Мадрид), яким двічі виграв чемпіонат Іспанії (1940 і 1941 років). З 1946 до 1951 року тренував «Сельту», з якою вийшов до фіналу Кубка Іспанії 1947/48, та «Малаґу». У 1952 році призначений головним тренером збірної Іспанії, але очолював її тільки у 2 іграх: з Ірландією (6:0) та Туреччиною (0:0).
Короткий час тренував команду «Ла Салле» (Каракас) і збірну Венесуели. У 1953—1955 роках знову працював у «Сельті».
У 1955 році прийняв пропозицію очолити рідний «Еспаньйол», де провів більшість кар'єри футболіста. Потім працював у клубі технічним секретарем, а пізніше — керівником відділу зв'язків з громадськістю.
Також був журналістом — першу статтю написав для першого номера новоствореної мадридської газети «Ya», який вийшов 14 січня 1935 року. Там він коментував домашню гру «Реала» проти «Севільї», в якій Самора брав участь напередодні, 13 січня. Після війни працював у газетах «Marca» і «La Vanguardia». Протягом 1963—1977 років опублікував понад 200 статей про футбол.
Знімався у фільмах:
- Por fin se casa Zamora (1927)
- Campeones (1942; роль тренера; також у фільмі знімались Хасінто Кінкосес і Гільєрмо Горостіса)
- Once pares de botas (1954; також у фільмі знімався Хосеп Самітьєр)

Помер у Барселоні 7 вересня 1978 року. Посмертно нагороджений Золотою медаллю за заслуги перед спортом.

## Особисте життя
У 1931 році одружився з Росаріо де Ґраса — господинею будинку, де мешкав Рікардо. У 1933 році в Мадриді в них народився син. Після смерти дружини одружився вдруге — 27 вересня 1967 року побрався з Пілар Ґальдеано. Жив з нею в Барселоні.
Ще протягом ігрової кар'єри багато курив — випалював до 3 пачок цигарок за день, але кинув курити на початку 1950-х років.

## Цікаві факти
- Слава Рікардо Самори була така велика, що, за переказами, коли Йосип Сталін прочитав новину про обрання Самори (насправді це був Нісето Алькала-Самора) президентом Іспанії, то сказав: «А-а, це той футболіст».

## Титули і досягнення

### Гравець
- Чемпіон Каталонії (5):

«Еспаньйол»: 1917-18, 1928-29
«Барселона»: 1919-20, 1920-21, 1921-22
- Чемпіон Іспанії (2):

«Реал Мадрид»: 1931-32, 1932-33
- Володар Кубка Іспанії (5):

«Барселона»: 1920, 1922: «Еспаньйол»: 1928-29: «Реал Мадрид»: 1934, 1936
Збірні
- Срібний олімпійський призер: 1920

### Тренер
- Чемпіон Іспанії (2):

«Атлетіко Авіасьон де Мадрид»: 1939-40, 1940-41
- Володар Кубок чемпіонів Іспанії (1):

«Атлетіко Авіасьон де Мадрид»: 1940